# قازبابالی
قازبابالی (به لاتین: Qazbabalı) یک منطقه مسکونی در جمهوری آذربایجان است که در شهرستان شابران واقع شده است. قازبابالی ۳۵۱ نفر جمعیت دارد.